# Empreinte en gaz à effet de serre
L'« empreinte en gaz à effet de serre » (empreinte GES en abrégé) et définie par le vocabulaire officiel de l’environnement (tel que défini par la commission d'enrichissement de la langue française en 2019), comme  le « Bilan d'émissions et d'absorptions anthropiques de gaz à effet de serre effectué dans une zone géographique donnée et relatif à une activité, à une population, voire à un ou plusieurs individus » ; la Commission ajoutant que :
1. « L'empreinte en gaz à effet de serre est mesurée par son équivalent en dioxyde de carbone » ;
2. « Quand l'empreinte en gaz à effet de serre se restreint au bilan de la quantité de dioxyde de carbone émis et absorbé, on parle d'« empreinte en dioxyde de carbone » ou d'« empreinte carbone » (en anglais : carbon footprint) ».

Les expressions correspondante en anglais sont GHG footprint, greenhouse gas footprint . 